# ガストリン放出ペプチド前駆体
ガストリン放出ペプチド前駆体（ガストリンほうしゅつペプチドぜんくたい、英語: pro-gastrin-releasing peptide）とは、神経内分泌細胞で作られるガストリン放出ペプチドの前駆体で、肺小細胞癌の腫瘍マーカーとして用いられる。ProGRPと略されることが多い。

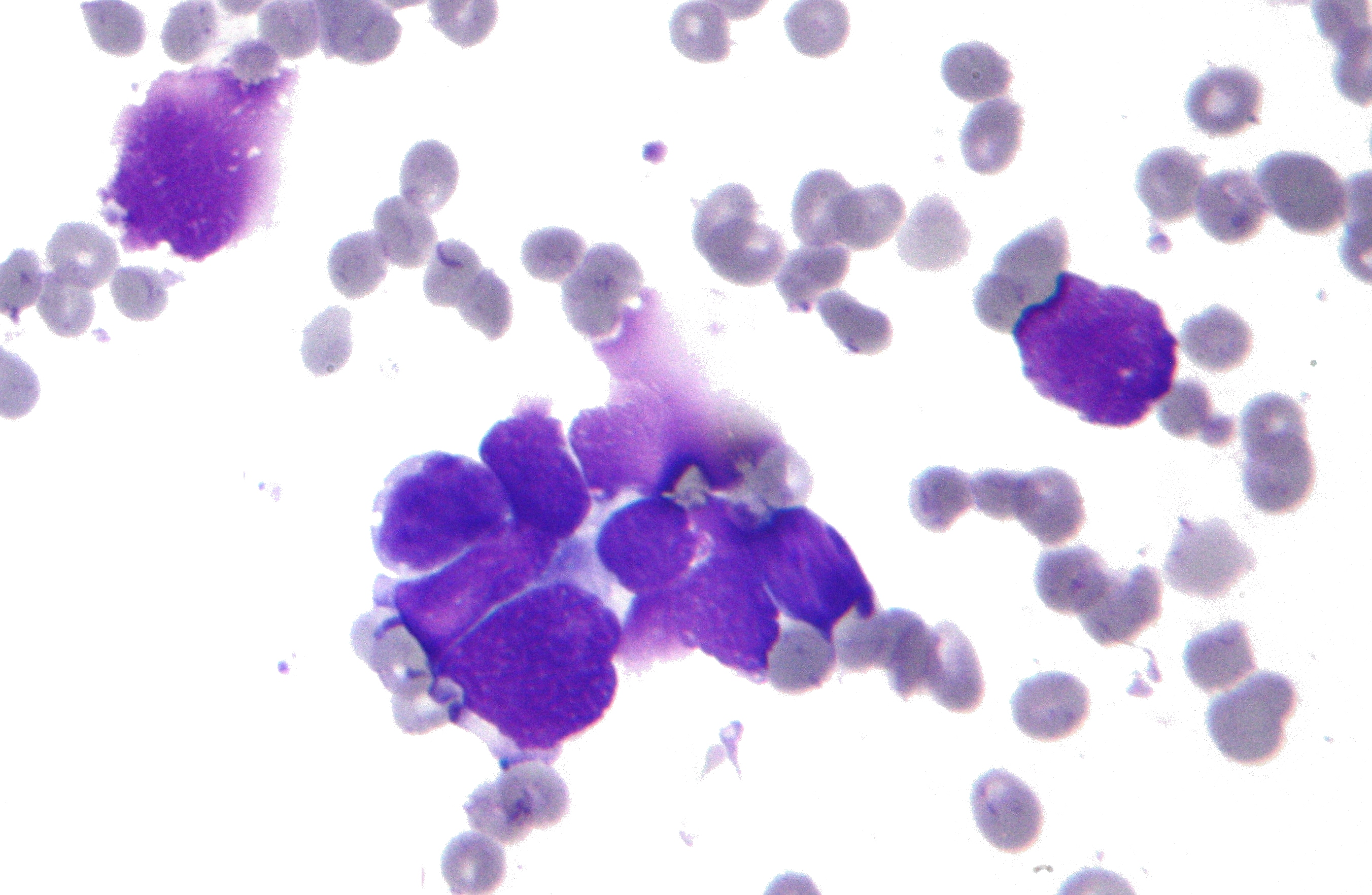
肺小細胞癌の細胞診標本：細胞質に乏しい腫瘍細胞

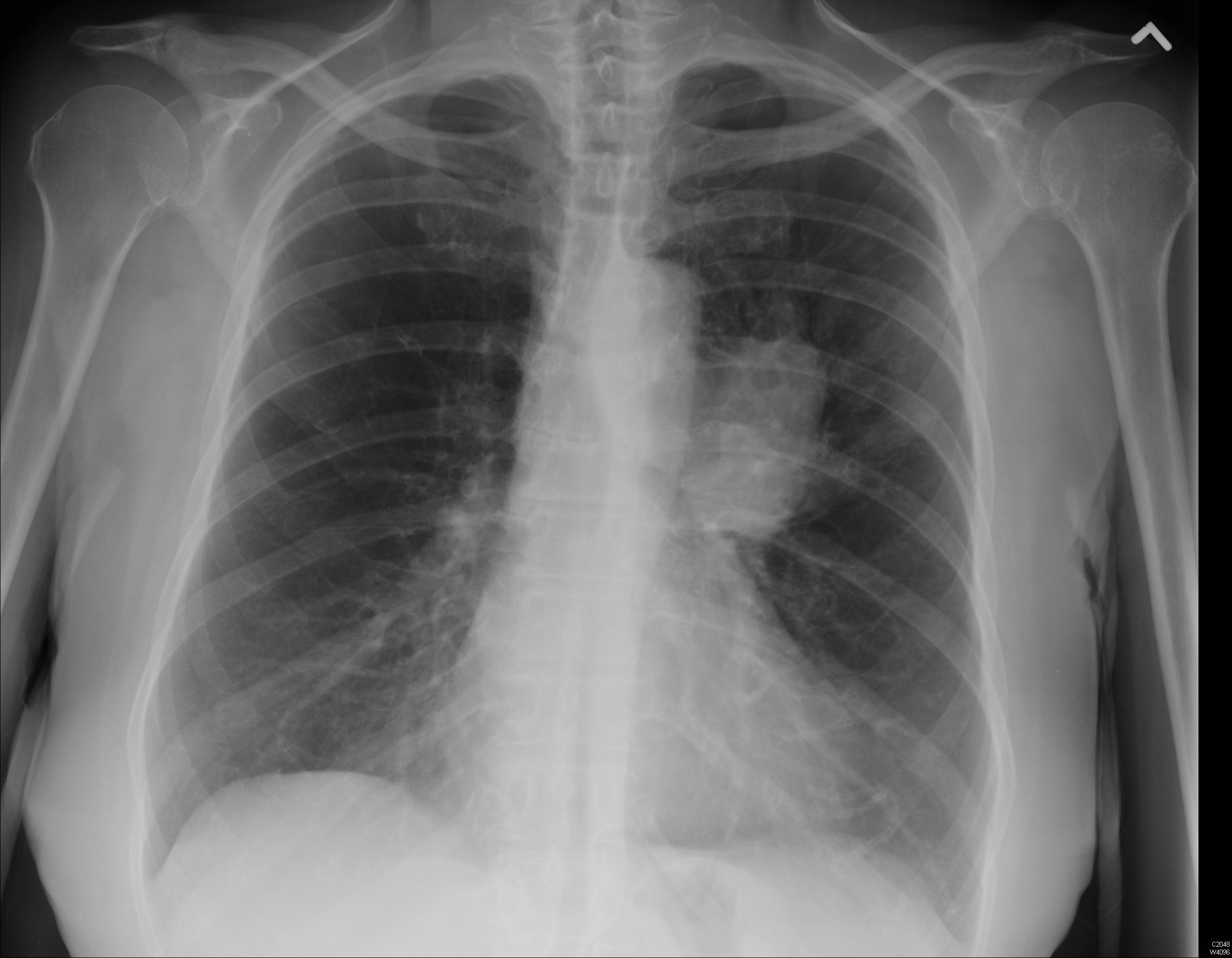
肺小細胞癌：左肺門部腫瘤影

## 生理的意義
神経内分泌細胞で産生されるガストリン放出ペプチド（GRP）は、27アミノ酸残基からなるペプチドホルモンであり、胃のG細胞のガストリン放出を促進する他、腸管運動調節、生殖機能の調節、痒み情報の伝達、など、多彩な生理活性を有する。
GRP前駆体であるProGRP(1-125)からGRP(1-27)が切り出されるときに、等量のC末端側フラグメントであるProGRP(31-98)が産生され、血中に放出されるが、これが腫瘍マーカーとして用いられるProGRPである。
肺小細胞癌は神経内分泌細胞に由来し、多数の神経ペプチドを産生することでしられており、GRPもその一つである。肺小細胞癌ではGRPの産生が高頻度にみられ、癌細胞の産生するGRPには癌細胞自身の増殖を促進する作用（自己分泌、オートクリン）があることがしられている。
ProGRPはGRPより血中半減期が長く血中濃度が高くなり測定が容易であるため、肺小細胞癌の腫瘍マーカーとしてもちいられる。

## 検査の方法
ProGRPは、通常、静脈血血漿を材料として、CLIA法（化学発光免疫測定法）、CLEIA法（化学発光酵素免疫測定法）などの免疫学的検査法により測定される。

## 検査の意義
ProGRPは、肺小細胞癌の診断の補助、および、肺小細胞癌の治療のモニターに使用される。
ProGRPは肺の小細胞癌の72.5 ％で上昇する（限局型で73 %、進展型で79 %）。1000 pg/mLを超える高値を呈することも多い。
なお、ProGRPを含む肺癌の腫瘍マーカーは、いずれも、無症状の人のスクリーニングで肺癌を発見する目的には使用されない。。
肺癌の組織型の鑑別
肺小細胞癌は肺癌の10-15 %を占める高悪性度の癌である。進行が速く、初診時に約70 %で遠隔転移があり手術不能である一方、化学療法や放射線療法に感受性が高いという特徴があり、
その生物学的・臨床的性質から、他の肺癌（非小細胞肺癌:扁平上皮癌、腺癌、大細胞癌など）とは区別して取り扱われる。
ProGRPは、肺小細胞癌で高頻度に陽性・高値を示し、肺小細胞癌と肺非小細胞癌の鑑別に有用である。また、同じ目的で使用される腫瘍マーカーの神経特異的エノラーゼ（NSE）と比較し、感度・特異度が高い。。
肺小細胞癌の予後
肺小細胞癌治療前のProGRP高値は予後不良を示唆する。
肺小細胞癌の治療のモニター
肺小細胞癌治療後のProGRP値の低下は治療の有効性（予後良好）、逆に上昇は治療無効ないし再発・転移を示唆し、治療経過のモニターに有用である。

## 基準値
腫瘍マーカーとしてのカットオフ値は、施設により異なるが、81 pg/mL未満とする場合が多い。

## 限界
ProGRPは肺の小細胞癌に特異性の高い検査であるが、
肺小細胞癌以外の肺癌や、肺大細胞神経内分泌癌、肺カルチノイドなどの神経内分泌細胞腫瘍、膵癌、卵巣癌、ユーイング肉腫、甲状腺髄様癌などでも上昇することがある。
また、間質性肺炎や胸膜炎などの良性呼吸器疾患でもまれに上昇することがある。
生理的変動
ProGRPは主に腎臓で代謝されるため、腎機能障害で高値を示す（150 pg/mL前後に達することがある）ので、注意を要する。
新生児の血中のProGRPは成人の10倍以上の高値を呈し、2歳ぐらいまでに急速に低下する。これはGRPの細胞分裂促進作用を反映すると考えられている。

## 関連する検査

### 神経特異的エノラーゼ（NSE）
神経特異的エノラーゼ（NSE）も肺小細胞癌の腫瘍マーカーとしてよく用いられるが、ProGRPのほうが感度・特異性がすぐれ<、また、陽性時の上昇幅が大きい、とされる。
また、NSEは血球細胞にも含まれるため、溶血で偽高値を呈する場合がある。
| 肺小細胞癌での陽性率 | 限局型 | 進展型 | 良性 |
| -------------------- | ------ | ------ | ---- |
| ProGRP               | 73 %   | 79 %   | 2 %  |
| NSE                  | 31 %   | 58 %   | 0 %  |

### その他の肺癌の腫瘍マーカー
肺癌の腫瘍マーカーとしては、腺癌ではCEA、扁平上皮癌ではCYFRA、扁平上皮関連抗原（SCC）、小細胞癌では、ProGRP、神経特異的エノラーゼ（NSE）がよく使用される。
肺癌では、小細胞癌以外でもProGRPが上昇する場合がある（7%程度）ため、CYFRA、CEA、などと同時にproGRPを測定して、腫瘍の組織型を推測することが行われる。